# Message from the Country
| Recensione              | Giudizio        |
| ----------------------- | --------------- |
| AllMusic                | [ 1 ]           |
| Robert Christgau        | A-              |
| Sputnikmusic            | 3.9 (Excellent) |
| Progarchives.com        | [ 4 ]           |
| Dizionario del Pop-Rock | [ 5 ]           |
| 24.000 dischi           | [ 6 ]           |

Message from the Country è il quarto (e ultimo) album discografico del gruppo musicale rock inglese The Move, pubblicato dalla casa discografica Harvest Records nel luglio del 1971.

## Tracce
Lato A
1. Message from the Country (Voce solista: Jeff Lynne; cori: Jeff Lynne e Roy Wood) – 4:45 (Jeff Lynne)
2. Ella James (Voce solista: Roy Wood) – 3:13 (Roy Wood)
3. No Time (Voci soliste: Jeff Lynne e Roy Wood) – 3:39 (Jeff Lynne)
4. Don't Mess Me Up (Voce solista: Roy Wood; Cori: Jeff Lynne, Roy Wood e Bullfrog Bevan) – 3:11 (Bev Bevan)
5. Until Your Moma's Gone (Voce solista: Roy Wood) – 5:06 (Roy Wood)

Lato B
1. It Wasn't My Idea to Dance (Voce solista: Roy Wood) – 5:31 (Roy Wood)
2. The Minister (Voci soliste: Jeff Lynne e Roy Wood) – 4:29 (Jeff Lynne)
3. Ben Crawley Steel Company (Voce solista: Bev Bevan; cori: Roy Wood e Jeff Lynne) – 3:07 (Roy Wood)
4. The Words of Aaron (Voci soliste: Jeff Lynne e Roy Wood) – 5:26 (Jeff Lynne)
5. My Marge (Voci soliste: Jeff Lynne e Roy Wood) – 2:01 (Jeff Lynne, Roy Wood)

Edizione CD del 2005, pubblicato dalla Harvest Records (0946 330260 2 5)
1. Message from the Country – 4:45 (Jeff Lynne)
2. Ella James – 3:13 (Roy Wood)
3. No Time – 3:39 (Jeff Lynne)
4. Don't Mess Me Up – 3:10 (Bev Bevan)
5. Until Your Moma's Gone – 5:03 (Roy Wood)
6. It Wasn't My Idea to Dance – 5:28 (Roy Wood)
7. The Minister – 4:27 (Jeff Lynne)
8. Ben Crawley Steel Company – 3:02 (Roy Wood)
9. The Words of Aaron – 5:25 (Jeff Lynne)
10. My Marge – 1:59 (Jeff Lynne, Roy Wood)
11. Tonight (Voci soliste: Roy Wood e Jeff Lynne) – 3:17 (Roy Wood) – Bonus Track - Single Side A Harvest Records SHAR.5038A
12. Chinatown (Voci soliste: Roy Wood e Jeff Lynne) – 3:06 (Roy Wood) – Bonus Track - Single Side A Harvest Records SHAR.5043A
13. Down on the Bay (Voce solista: Jeff Lynne) – 4:14 (Jeff Lynne) – Bonus Track - Single Side B Harvest Records SHAR.5043B
14. Do Ya (Voci soliste: Jeff Lynne e Roy Wood) – 4:03 (Jeff Lynne) – Bonus Track - Single Side A Harvest Records SHAR.5086A
15. California Man (Voci soliste: Roy Wood e Jeff Lynne) – 3:35 (Roy Wood) – Bonus Track - Single Side A Harvest Records SHAR.5050A
16. Don't Mess Me Up – 3:20 (Bev Bevan) – Bonus Track - Previously Unreleased Session Track
17. The Words of Aaron – 6:03 (Jeff Lynne) – Bonus Track - Previously Unreleased Session Track
18. Do Ya – 4:20 (Jeff Lynne) – Bonus Track - Previously Unreleased Session Track

## Formazione
- Roy Wood - oboe, chitarre, flauti dolci, chitarra steel, basso, clarinetto, fagotto, sassofoni
- Jeff Lynne - piano, chitarre, pianoforte elettrico, percussioni
- Bev (Basher) Bevan - batteria, percussioni

Note aggiuntive
- Roy Wood e Jeff Lynne - produttori
- Dipinto copertina frontale album di Roy Wood, basata su un'idea di Jeff Lynne
- Phil Copestake - telephone[10]